# Najad
För andra betydelser, se Najad (olika betydelser).

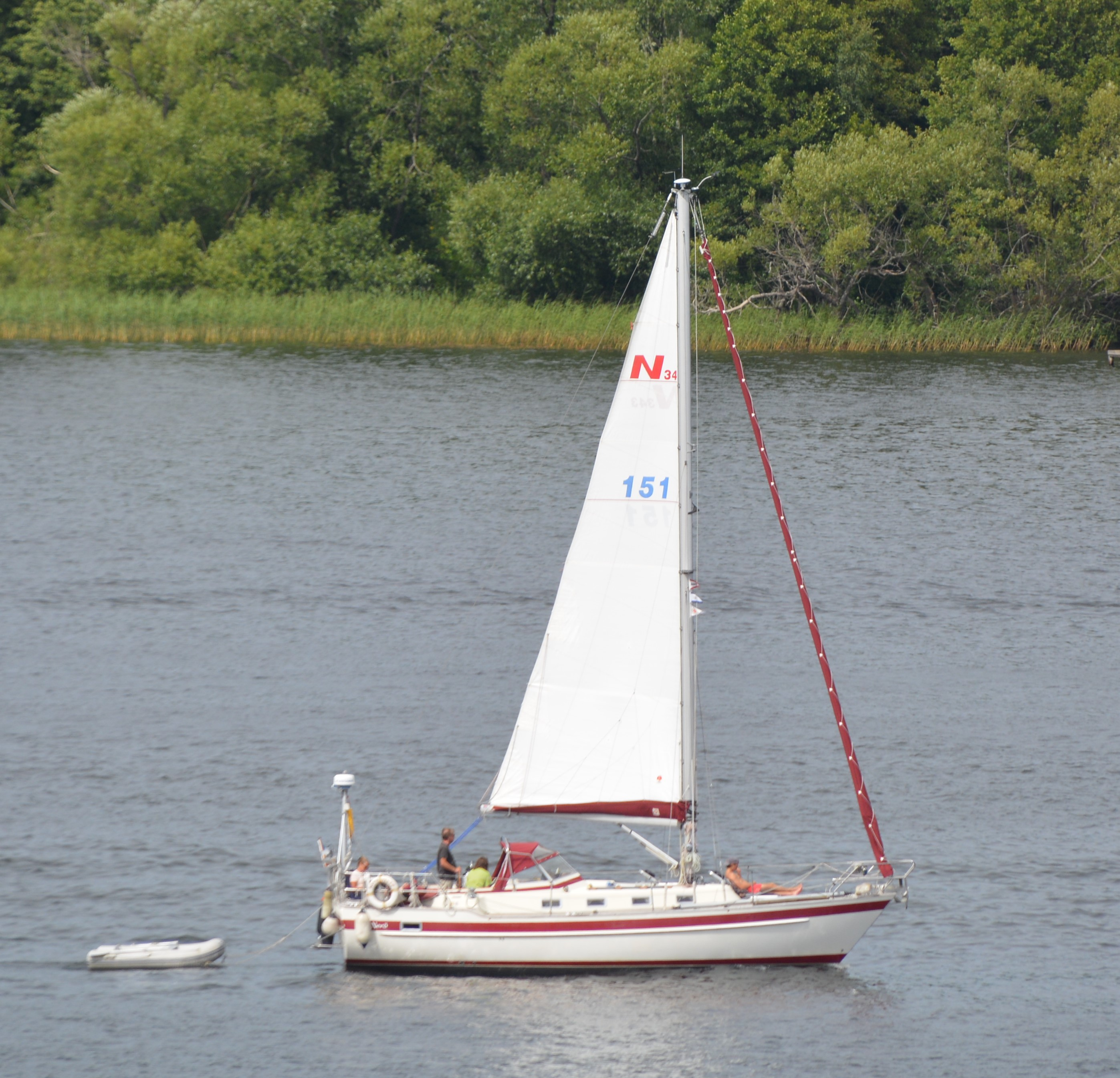
Najad 343

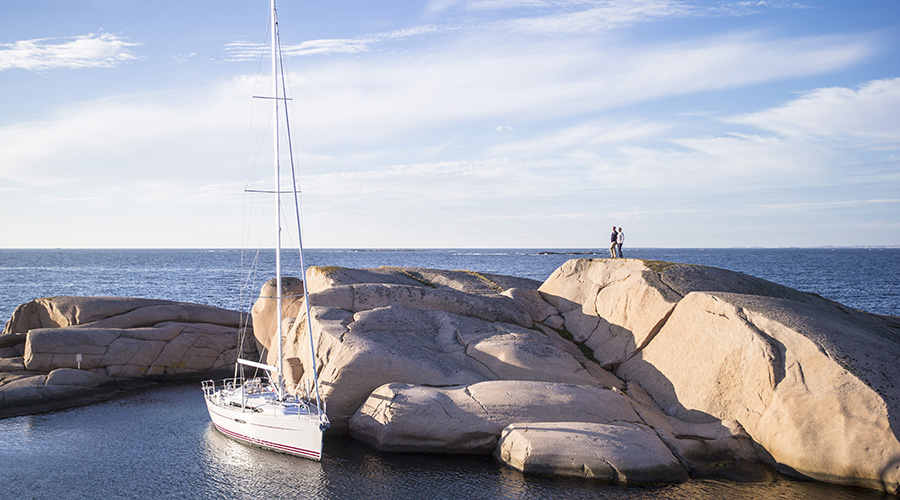
Najad 411 CC

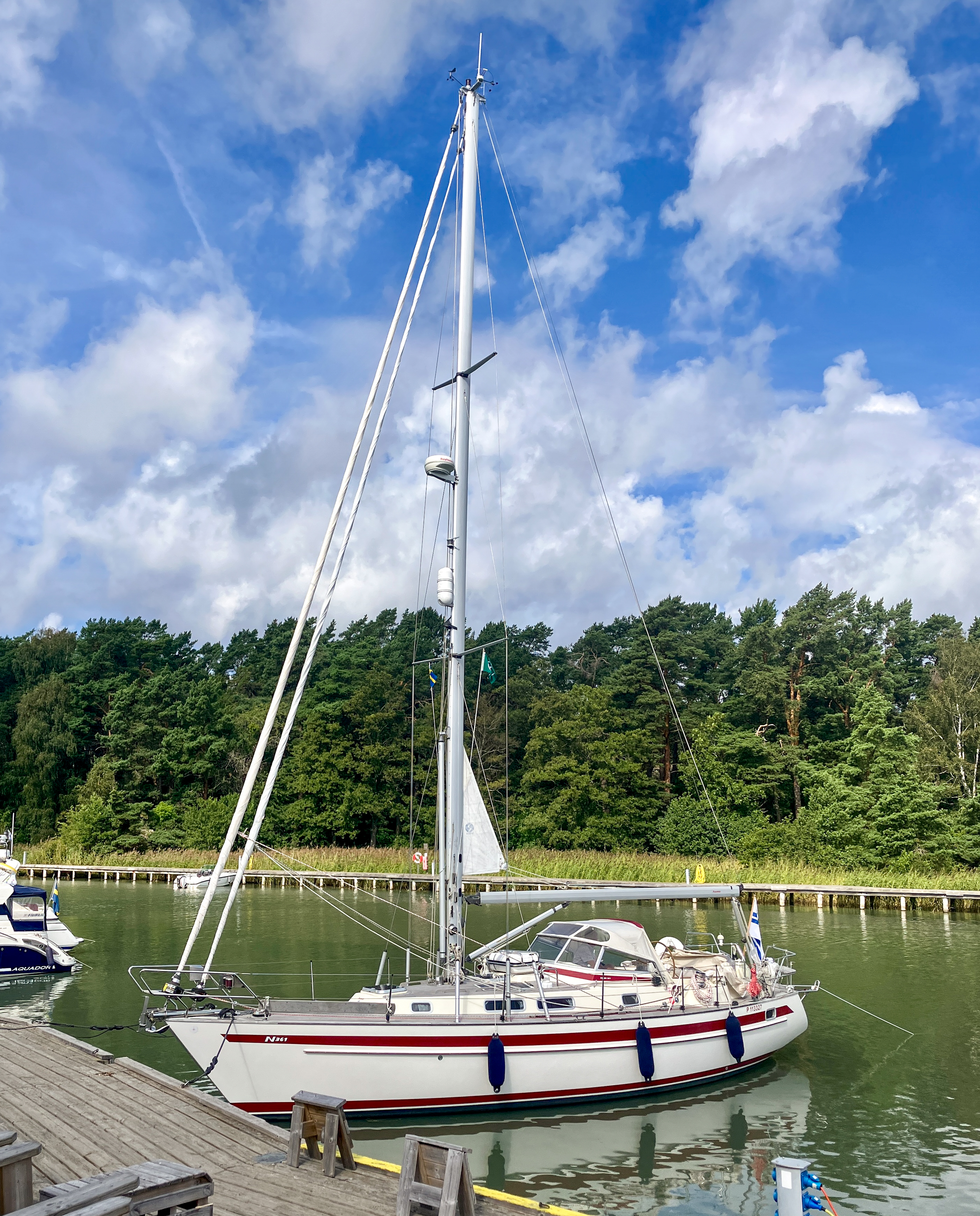
Najad 361 i gästhamnen på Utö.

Najad är ett segelbåtsvarv som grundades 1967 av Berndt Arvidsson och Thorwald Karlsson, med namnet Kungsvikens Marin. Den första Najadbåten, en 34-fotare, byggdes 1971 och var på den tiden en av de större båtarna på båtmässorna. Båten ritades av Olle Enderlein och fick en hög men stadig rigg och en kraftig motor, för säker gång i alla väder. Man frångick den då traditionellt långa kölen till förmån för mer naturlig utgång av propelleraxeln, samtidigt som motorn fick en lämpligare placering. Detta blev början på en lång serie av båtar. Över 2000 båtar har producerats.
Najadvarvets båtar är byggda i Henån på Orust. Segelbåtarna som Najad nu tillverkar sträcker sig från 37 fot till 57 fot.
Najadvarvet gick i konkurs 2011, varefter konkursboet köptes av Nord West Yachts. 
Najad AB, som är bolagets benämning efter år 2014, ägs numera av Orust Quality Yachts AB, ett dotterföretag till Hexiron AB i Lund, som också äger Arcona Yachts.

## Nuvarande modeller
- Najad 570 CC
- Najad 505 CC
- Najad 450 CC
- Najad 440 CC
- Najad 411 CC
- Najad 395 AC
- Najad 395 CC

## Tidigare modeller
- Najad 320, 1983 – 1994
- Najad 330, 1993 – 1996
- Najad 34, 1972 – 1980
- Najad 340, 1987 – 1994
- Najad 343, 1981 – 1989
- Najad 355
- Najad 360, 1985 – 1994
- Najad 361, 1994 – 2001
- Najad 37, 1980 – 1983
- Najad 370, 1991 – 1997
- Najad 371, 1983 – 1985
- Najad 390, 1984 – 1995
- Najad 391, 1995 – 2003
- Najad 410
- Najad 420, 1991 – 1996
- Najad 440, 1986 – 1995
- Najad 440 CC
- Najad 441, 1995 – 2001
- Najad 460, 2000 – 2013
- Najad 510, 1990 – 1993
- Najad 520, 1994 – 2001
- Najad 520DS, 1995 – 2001
- Najad 373, 1999 – 2005
- Najad 400, 2001 – 2005
- Najad 405, 2006 – 2009